# Stuff I Used to Do.
Stuff I Used to Do (reso graficamente come stuff i used to do.) è la settima compilation realizzata dal disc jockey e produttore discografico canadese deadmau5. È una raccolta di brani realizzati negli anni da Zimmerman dal '98 al 2017, con brani originariamente pubblicati in Get Scraped. Sulla copertina, al posto della tipica mau5head, sta un topo rosso con un fiocco bianco che presenta le caratteristiche opposte della mau5head (orecchie piccole, occhi enormi e bocca minuscola).

## Tracce
1. Messages from Nowhere
2. Digitol
3. Screen Door
4. Squid
5. Sometimes I Fail
6. 50 Something Cats
7. Charlie Can't Dance
8. My Opinion
9. HaxPigMeow
10. Obsidian
11. Long Walk off a Short Pier
12. Support
13. Superlover
14. Try Again
15. Creep (Alt. Version)
16. Unspecial Effects